# 唐·歐馬
威廉·歐馬·蘭德隆·李維拉（英語：William Omar Landrón Rivera，1978年2月10日—）或稱呼藝名唐·歐馬（英語：Don Omar），是一名波多黎各男雷鬼動歌手、饒舌歌手、唱片製作人和演員。2017年9月1日，他宣布將在定於12月15日、16日和17日在波多黎各的何塞·米格爾·阿格雷洛特體育館舉辦一系列音樂會之後退休。直到2019年4月20日以與法魯科合唱的一歌回歸音樂界。
除了音樂外，歐馬也參與了電影演出，自2009年起在《玩命關頭》系列電影中擔任要角尼克·桑托（Rico Santos）。

## 早期生活
唐·歐馬出生於波多黎各圣胡安桑圖爾塞，是威廉·蘭德隆（William Landrón）和盧斯·安東尼·李維拉（Luz Antonia Rivera）的長子。他從小就對維科·C和的音樂很感興趣。青年時期，他成為了一名巴亚蒙新興教會的活躍成員，在那提供布道。然而，四年後，他離開教堂並加入音樂界唱歌。

## 外部連結
- 官方網站 （页面存档备份，存于）
- Official website for iDon album （页面存档备份，存于）
- Official page （页面存档备份，存于） at MySpace
- Official page at Facebook
- 唐·歐馬在互联网电影资料库（IMDb）上的資料（英文）